# أو تو تي في
أو تو تي في (O2TV) هي قناة روسية مستقلة، جمهور هذه القناة هم الشباب من عمر 16 إلى 56 عام وهي قناة لها تأثير كبير على المجتمع كما حدث ذلك خلال الانتخابات التشريعية سلطة تشريعية والرئاسية الروسية 
جمهور القناة الآن يتجاوز 17 مليون مشاهد ويتم بث القناة في أكثر من 300 مدينة روسية 

## تاريخ تأسيس القناة
في عام 2006 حيث كانت القناة موجودة بالفعل من سنتين ولكنها كانت تبث الموسيقى حيث تحولت بعد ذلك وصنفت كقناة سياسية واجتماعية وفي هذا الوقت بلغ عدد متابعي القناة 17 مليون مشاهد بما في ذلك 1.3 مليون مشاهد من موسكو، ووفقا لرئيس القناة السيد فاسيلي لافروف حيث كان هدف هذه القناة هو خلق الموارد وبناء مؤسسات أعلام مستقلة وبالفعل قد تم ذلك 
ولقد تم اشتقاق اسم القناة من التسمية الكيميائية أكسجين O2, وكذالك نتيجة للتشابه الكبير في اللغة العامية الروسية والتي تعني (الكمال وعظيم)

## المبدأ الرئيسي لعمل القناة
تعتبر القناة واحدة من المشاريع الكبيرة والمكرسه بشكل خاص للشباب وان المبدأ الرئيسي لعمل القناة هو التواصل المباشر مع المشاهدين وانها قناة لاتشتري أي محتوى ولكنها تقوم باإنتاجها بنفسها 
ووفقا لمؤسس القناة السيد فاسيلي لافروف ان مهمته كانت هي تأسيس قناة تكون هيه صوت الشعب وصوت الشباب للتعبير عن أرائهم وان لاتكون قناة تقليدية لايمانه ان هنالك ناس اذكياء وموهوبين يعيشون في هذا البلد ويمكن الاستفادة منهم ويمكنهم التعبير عن افكارهم وايصالها للعالم,

## وصلات خارجية
- O2TV web-site (in Russian)
- O2TV online broadcast